# Guilty All the Same
«Guilty All the Same» (в переводе с англ. — «Всё равно виновен») — песня, записанная американской рок-группой Linkin Park совместно с рэпером Ракимом для шестого студийного альбома Linkin Park The Hunting Party. 6 марта 2014 года композиция была доступна в сервисе Shazam, а днём позже состоялся релиз в качестве сингла. «Guilty All the Same» стал 27 коммерческим синглом в дискографии Linkin Park.

## О сингле

### Запись и анонс
В интервью Radio.com Честер Беннингтон и Майк Шинода описали «Guilty All the Same», как трек, который может показать группу с наилучшей стороны. Шинода также добавил:
Несколько месяцев назад я создал немного демозаписей и заготовок, и они подходили под критерии того, что можно было бы играть по радио. Я прослушал много инди-музыки…, послушал мнения людей и понял, что не хочу делать подобное. Когда часть [материала] была готова, я «загорелся» вопросом, не окажется ли это пустышкой? В конечном итоге это вылилось в нынешнюю запись.
Оригинальный текст (англ.)A few months ago I was making some demos and writing this stuff and it sounded like something that you could play on the radio. I listen to a lot of indie music… and I was listening to the demos and thought, I don’t want to make any of that music. What is it that’s not out there right now that I’m all about, that I’m fired up about that is a void? It ended up being this new material.
В том же самом интервью Майк Шинода рассказал о планах пригласить к записи рэпера Ракима. Шинода первоначально собирался читать рэп в связке новой песни, но он отказался от этой идеи, посчитав это слишком предсказуемым. Участникам группы удалось связаться с Ракимом через их музыкального инженера. На предложение Linkin Park рэпер ответил согласием.
Композиция «Guilty All the Same» имеет длинное инструментальное вступление, за которым следует агрессивное звучание гитар и барабанов в сочетании с мелодичным, но в некоторых местах резким, вокалом Честера Беннингтона, в то время как Раким использовал речитатив, сходный по манере исполнения с артистами золотой эры хип-хопа. Композиция «Guilty All the Same» во многом схожа с ранними работами Linkin Park, в частности с альбомами Hybrid Theory и Meteora.

### Музыкальное видео
Промовидео к песне создавалось в сотрудничестве с Microsoft. Сам клип «Guilty All the Same» предназначен для того, чтобы поклонники группы могли редактировать его с помощью программы-гейммейкера Project Spark, тем самым давая возможность самому менять ход видеоклипа и «пройти» его как компьютерную игру.

### Отзывы
Тарун Мазурдам, редактор International Business Times, написал к песне положительный обзор, утверждая, что «вокал приятно гармонирует с инструментовкой». Энди Уолш из Renowned for Sound присудил синглу 3.5 звезды из 5, назвав жёсткость «Guilty All the Same» «долгожданным возвращением» Linkin Park к старому звучанию.

## Список композиций
| №  | Название                                    | Автор(ы)    | Продюсеры                | Длительность |
| -- | ------------------------------------------- | ----------- | ------------------------ | ------------ |
| 1. | «Guilty All the Same» (совместно с Ракимом) | Linkin Park | Майк Шинода, Брэд Дэлсон | 5:55         |

| №  | Название                                                 | Автор(ы)    | Продюсеры(ы)             | Длительность |
| -- | -------------------------------------------------------- | ----------- | ------------------------ | ------------ |
| 1. | «Guilty All the Same» (совместно с Ракимом, радиоверсия) | Linkin Park | Майк Шинода, Брэд Дэлсон | 3:52         |

## Участники записи
- Честер Беннингтон — вокал
- Майк Шинода — ритм-гитара, клавишные
- Брэд Делсон — соло-гитара
- Дэвид «Феникс» Фаррелл — бас-гитара
- Джо Хан — тёрнтейблизм, семплинг, программинг
- Роб Бурдон — ударные
- Раким — речитатив

## Позиции в чартах
| Чарт (2014)                            | Высшая позиция |
| -------------------------------------- | -------------- |
| Австрия (Ö3 Austria Top 40)            | 48             |
| Франция (SNEP)                         | 141            |
| Германия (GfK)                         | 32             |
| Швейцария (Schweizer Hitparade)        | 50             |
| UK Singles Chart                       | 138            |
| UK Rock Chart                          | 3              |
| США (Billboard Bubbling Under Hot 100) | 17             |
| Rock Airplay (Billboard)               | 8              |
| Rock Songs (Billboard)                 | 19             |
| Alternative Songs (Billboard)          | 21             |
| Hot Mainstream Rock Tracks (Billboard) | 1              |
| Canadian rock/alternative chart        | 35             |
| Active Rock                            | 11             |